# متحف بن معتق
متحف بن معتق، أحد متاحف منطقة عسير في سراة عبيدة، أسسه محمد بن أحمد بن معتق القحطاني في منزله الكائن بشياع الواقعة في القبل من بلاد بني بشر.

## سنة الافتتاح
تم افتتاحه عام 1417هـ برعاية وكيل إمارة منطقة عسير المساعد سابقاً شاكر شكوري، والعديد من المهتمين والزوار.

## محتويات المتحف
- الوثائق المهمة والمتعلقة بتاريخ المنطقة
- الأدوات الحرفية كالمنسوجات والمشغولات، وبعض الأدوات الفخارية
- عدداً من أنواع الأسلحة القديمة
- العملات و المسكوكات القديمة
- بعضاً من الأدوات الزراعية التي يستخدمها الفلاح في المنطقة
- الملبوسات والأزياء التقليدية النسائية والرجالية
- بعضاً من الأدوات المنزلية كأدوات القهوة والإنارة القديمة.[4]

يقع المتحف في الدور الأرضي من منزل المالك وهو بناء مسلح ويتكون من صالة العرض الرئيسة، وتحوي على مواد تراثية متنوعة تم عرضها على لوحات حائطية وكذلك على طاولات والبعض تم عرضه على الأرض مباشرة وهي الأشياء الثقيلة جدا، وتتكون المعروضات من الأسلحة والملبوسات وأدوات القهوة والمكاييل وأدوات الزراعة وأدوات المعيشة أما المكتبة فتحوي وثائق ومخطوطات قديمة وكذلك مجموعة من الحلي النسائية والأختام وقد تم عرضها بداخل خزائن زجاجية ويوجد كذلك خيمة تم فيها عرض صور لبعض الفعاليات الثقافية بالمنطقة إضافة إلى مسرح للعروض الثقافية.

## انظر ايضاً
- سراة عبيدة

## وصلات خارجية
- «ابن معتق» يحفظ التاريخ ب 3آلاف وثيقة.